# Medetera freyi
Medetera freyi är en tvåvingeart som beskrevs av Thuneberg 1955. Medetera freyi ingår i släktet Medetera och familjen styltflugor. Enligt den finländska rödlistan är arten otillräckligt studerad i Finland. Arten är reproducerande i Sverige. Artens livsmiljö är friska och torra lundar. Inga underarter finns listade i Catalogue of Life.